# (18542) Broglio
(18542) Broglio (1996 YP3) – planetoida z grupy pasa głównego asteroid okrążająca Słońce w ciągu 4,15 lat w średniej odległości 2,58 j.a. Odkryta 29 grudnia 1996 roku.